# Фортуна, Хавьер
Хавьер Фортуна Франсиско (исп. Javier Fortuna Francisco; род. 15 июля 1989, Ла-Романа, Доминиканская Республика) — доминиканский боксёр-профессионал, выступающий во второй полулёгкой и в лёгкой весовых категориях.
Среди профессионалов бывший обязательный претендент на титул чемпиона мира по версии WBC (2019—2021) и чемпион Американского континента по версии WBC Continental Americas (2019—2020) в лёгком весе. Бывший регулярный чемпион мира по версии WBA (2015—2016) во 2-м полулёгком весе.

## Биография
Родился 15 июля 1989 года в городе Ла-Романа (Доминиканская Республика).

## Профессиональная карьера
30 марта 2009 года Фортуна начал профессиональную карьеру боксёра в лёгком весе, досрочно победив накатом в 1-м раунде соотечественника Рикардо Джонсона (0-7).
29 мая 2015 года состоялся бой Хавьера Фортуна с коста-риканским боксёром Брайаном Васкесом (34-1), победив которого единогласным решением судей (счёт: 116-112, 117-111 — дважды), Хавьер завоевал вакантный титул регулярного чемпиона мира по версии WBA во 2-м полулёгком весе.
24 июня 2016 года проводя вторую защиту титула чемпиона мира по версии WBA, потерпел первое поражение в профи карьере, досрочно проиграв техническим нокаутом в 11-м раунде американцу Джейсону Сосе (18-1-4) и потеряв чемпионский пояс WBA во 2-м полулёгком весе.
9 июля 2021 года в Лос-Анджелесе (США) единогласным решением судей (счёт: 112-115, 111-116, 110-117) проиграл опытному американцу Джозефу Диасу (31-1-1), в бою за титул временного чемпиона мира по версии WBC в лёгком весе.

## Статистика профессиональных боёв
В таблице перечислены результаты всех поединков боксёров.
В каждой строке указан результат поединка. Дополнительно номер поединка обозначен цветом, который обозначает итог поединка. Расшифровка обозначений и цветов представлена в нижеследующей таблице.
| Пример | Расшифровка                     |
| ------ | ------------------------------- |
|        | Победа                          |
|        | Ничья                           |
|        | Поражение                       |
|        | Планируемый поединок            |
|        | Поединок признан несостоявшимся |
| КО     | Нокаут                          |
| ТКО    | Технический нокаут              |
| PTS    | Решение судей (по очкам)        |
| UD     | Единогласное решение судей      |
| MD     | Решение большинства судей       |
| SD     | Раздельное решение судей        |
| RTD    | Отказ от продолжения боя        |
| DQ     | Дисквалификация                 |
| NC     | Поединок признан несостоявшимся |

| 42 поединка, 36 побед (25 нокаутом), 1 ничья, 3 поражения, 2 несостоявшихся. | 42 поединка, 36 побед (25 нокаутом), 1 ничья, 3 поражения, 2 несостоявшихся. | 42 поединка, 36 побед (25 нокаутом), 1 ничья, 3 поражения, 2 несостоявшихся. | 42 поединка, 36 побед (25 нокаутом), 1 ничья, 3 поражения, 2 несостоявшихся. | 42 поединка, 36 побед (25 нокаутом), 1 ничья, 3 поражения, 2 несостоявшихся. | 42 поединка, 36 побед (25 нокаутом), 1 ничья, 3 поражения, 2 несостоявшихся. | 42 поединка, 36 побед (25 нокаутом), 1 ничья, 3 поражения, 2 несостоявшихся.                                              |
| Бой                                                                          | Рекорд                                                                       | Дата боя                                                                     | Соперник                                                                     | Место проведения боя                                                         | Результат                                                                    | Дополнительно |
| ---------------------------------------------------------------------------- | ---------------------------------------------------------------------------- | ---------------------------------------------------------------------------- | ---------------------------------------------------------------------------- | ---------------------------------------------------------------------------- | ---------------------------------------------------------------------------- | --- |
| 42                                                                           | 36–3–1                                                                       | 9 июля 2021                                                                  | Джозеф Диас (31-1-1)                                                         | Стадион Banc of California, Лос-Анджелес, Калифорния, США                    | UD 12                                                                        | Счёт: 112-115, 111-116, 110-117. Бой за титул временного чемпиона мира по версии WBC в лёгком весе.                       |
| 41                                                                           | 36–2–1                                                                       | 21 ноября 2020                                                               | Антонио Лозада мл. (40-4-1)                                                  | Стейплс-центр, Лос-Анджелес, Калифорния, США                                 | KO 6 (10), 2:34                                                              | |
| 40                                                                           | 35–2–1                                                                       | 2 ноября 2019                                                                | Хесус Куэльяр (29-3)                                                         | MGM National Harbor, Оксон-Хилл, Мэриленд, США                               | TKO 2 (10), 2:01                                                             | Завоевал вакантный титул чемпиона по версии WBC Continental Americas в лёгком весе.                                       |
| 39                                                                           | 34–2–1                                                                       | 9 февраля 2019                                                               | Шариф Богере (32-1)                                                          | Дигнити Хелс Спортс Парк, Карсон, Калифорния, США                            | UD 10                                                                        | Счёт: 96-93 (трижды). |
| 38                                                                           | 33–2–1                                                                       | 16 июня 2018                                                                 | Адриан Гранадос (18-6-2)                                                     | Ford Center at The Star, Фриско, Техас, США                                  | ND 4 (10), 2:50                                                              | Фортуна получил травму головы когда упал за канаты ринга.                                                                 |
| 37                                                                           | 33–2–1                                                                       | 20 января 2018                                                               | Роберт Истер-младший (20-0)                                                  | Барклайс-центр, Бруклин, Нью-Йорк, штат Нью-Йорк, США                        | SD 12                                                                        | Счёт: 114-113, 113-114, 112-115. Бой за титул чемпиона мира по версии IBF (3-я защита Истера) в лёгком весе.              |
| 36                                                                           | 33–1–1                                                                       | 14 сентября 2017                                                             | Николас Поланко (17-0)                                                       | Санто-Доминго, Доминиканская Республика                                      | UD 10                                                                        | Счёт судей: 100-90, 99-91, 97-93.                                                                                         |
| 35                                                                           | 32–1–1                                                                       | 24 июня 2017                                                                 | Марио Белтре (16-2)                                                          | Санто-Доминго, Доминиканская Республика                                      | TKO 2 (10), 2:59                                                             | Белтре дважды в нокдауне в первом раунде.                                                                                 |
| 34                                                                           | 31–1–1                                                                       | 12 ноября 2016                                                               | Омар Дуглас (17-0)                                                           | Liacouras Center, Филадельфия, Пенсильвания, США                             | UD 10                                                                        | Счёт судей: 95-94, 96-93 (дважды). Фортуна в нокдауне в 1-м раунде.                                                       |
| 33                                                                           | 30–1–1                                                                       | 23 сентября 2016                                                             | Марлин Кабрера (22-0)                                                        | Санто-Доминго, Доминиканская Республика                                      | TKO 2 (10), 2:04                                                             | |
| Перешёл в лёгкий вес — 135 фунтов (до 61,24 кг).                             |                                                                              |                                                                              |                                                                              |                                                                              |                                                                              | |
| 32                                                                           | 29–1–1                                                                       | 24 июня 2016                                                                 | Джейсон Соса (18-1-4)                                                        | Столичный дворец спорта, Пекин, Китай                                        | TKO 11 (12), 0:45                                                            | Утратил титул чемпиона мира по версии WBA (2-я защита Фортуны) во 2-м полулёгком весе.                                    |
| 31                                                                           | 29–0–1                                                                       | 29 сентября 2015                                                             | Карлос Иван Веласкес (19-1)                                                  | Лас-Вегас, Невада, США                                                       | TKO 10 (12), 0:35                                                            | Защитил титул чемпиона мира по версии WBA (1-я защита Фортуны) во 2-м полулёгком весе.                                    |
| 30                                                                           | 28–0–1                                                                       | 29 мая 2015                                                                  | Брайан Васкес (34-1)                                                         | Барклайс-центр, Бруклин, Нью-Йорк, США                                       | UD 12                                                                        | Счёт: 116-112, 117-111 (дважды). Завоевал вакантный титул регулярного чемпиона мира по версии WBA во 2-м полулёгком весе. |
| 29                                                                           | 27-0-1                                                                       | 22 декабря 2014                                                              | Мигель Таверас (10-6)                                                        | Polideportvo Eleoncio Mercedes, Ла-Романа, Доминиканская Республика          | RTD 1 (10), 3:00                                                             | |
| 29                                                                           | 26-0-1                                                                       | 1 ноября 2014                                                                | Абнер Котто (18-2)                                                           | UIC Pavilion, Чикаго, Иллинойс, США                                          | KO 5 (10), 1:32                                                              | |
| Бои во втором полулёгком весе — 130 фунтов (до 58,97 кг).                    |                                                                              |                                                                              |                                                                              |                                                                              |                                                                              | |